# Pratt & Whitney R-1340 Wasp
El Pratt & Whitney R-1340 Wasp es un motor radial de nueve cilindros, diseñado y fabricado por la compañía estadounidense Pratt & Whitney para motorizar aviones, y posteriormente, helicópteros. Resultó un gran éxito y dio origen a toda una familia de motores derivados durante varias décadas, la serie Wasp de Pratt & Whitney.

## Características
El R-1340 Wasp fue el primer motor diseñado por la compañía Pratt & Whitney, cuya división aeronáutica fue creada específicamente para desarrollarlo. El motor tenía nueve cilindros en disposición radial, con iguales diámetro y carrera. De construcción mixta, empleando acero y aluminio, el R-1340 era innovador en varios aspectos en su cigüeñal y en la biela maestra conectada al mismo. 
El primer Wasp estuvo listo la víspera de Navidad de 1925, siendo arrancado por primera vez el 29 de diciembre del mismo año, siendo capaz a los pocos días de entregar una potencia de 425 hp, con un peso de 294 kg. El primer avión equipado con este motor fue un Wright F3W, al que se instaló el segundo Wasp producido, con la potencia reducida y estabilizada a 415 hp, y que tras ser analizado por la Armada de los Estados Unidos obtuvo los más brillantes resultados. Otros aparatos de Boeing, Curtiss y Vought fueron asimismo remotorizados con R-1340, obteniendo marcadas mejoras en su rendimiento. Las entregas de motores de serie empezaron en diciembre de 1926, y la producción en febrero de 1927 era de unos modestos 17 motores al mes, cosa que pronto cambiaría.
El R-1340 estuvo en producción hasta 1960, siendo el primero y el último de los motores radiales producidos por Pratt & Whitney, fabricándose un total de 34.966 y siendo instalado en decenas de modelos de aviones y varios helicópteros, así como en aproximadamente un centenar de aparatos experimentales.

## Especificaciones
- Tipo: Radial de 9 cilindros, refrigerado por aire
- Potencia: 415 hp
- Desplazamiento: 22.024 cc
- Diámetro x carrera: 146x146 mm
- Peso: 294 kg

### Desarrollos relacionados
- Serie Wasp de Pratt & Whitney

### Motores similares
- BMW 132
- Bristol Mercury
- Wright R-975 Whirlwind

### Listas relacionadas
- Anexo:Motores aeronáuticos